# Le Schtroumpfeur de pluie
Le Schtroumpfeur de pluie est la seizième histoire de la série Les Schtroumpfs de Peyo. Elle est publiée pour la première fois du no 1652 au no 1660 du journal Spirou en 1969-1970, puis dans l'album Le Cosmoschtroumpf en 1970.
L'histoire se déroule au village des Schtroumpfs et dans les bois alentour.

## Résumé
Le Schtroumpf bricoleur, se plaignant du temps pluvieux, décide de créer une machine qui établira le temps qu'il souhaitera. Après de longues heures de travail, il la présente aux autres Schtroumpfs avec fierté. Le Grand Schtroumpf, enthousiaste, lui demande de la régler sur un temps ensoleillé pour organiser un pique-nique. Seuls le Schtroumpf poète et le Schtroumpf paysan restent au village, l'un pour composer une ode au soleil, l'autre pour faire pousser ses plantations. Malheureusement, ils touchent chacun à la machine, tantôt pour faire pleuvoir, tantôt pour qu'il y ait du soleil et finissent par casser la machine en se disputant. Le temps devient très variable et passe de la canicule au gel, du déluge à la tempête, de la neige à la grêle... tandis que les saisons se dérèglent.
Les Schtroumpfs tentent de rentrer au village mais le pont a rompu, heurté par un tronc d'arbre. Le Schtroumpf costaud parvient alors à créer un pont de fortune grâce à un autre tronc et les Schtroumpfs parviennent non sans difficultés à atteindre la machine. À l'aide d'un cerf-volant, le Grand Schtroumpf attire la foudre sur l'appareil qui explose : tout rentre ainsi dans l'ordre. Seules les ruines de la machine rappellent aux Schtroumpfs ce qui s'est déroulé ce jour-là.